# 1832 Mrkos
1832 Mrkos è un asteroide della fascia principale del diametro medio di circa 30,78 km. Scoperto nel 1969, presenta un'orbita caratterizzata da un semiasse maggiore pari a 3,2085653 UA e da un'eccentricità di 0,1105526, inclinata di 14,97377° rispetto all'eclittica.
L'asteroide è stato denominato così in onore di Antonín Mrkos, direttore dell'Osservatorio astronomico di Kleť.